# جورج روجرز (لاعب كرة قدم أمريكية)
جورج روجرز (بالإنجليزية: George Rogers) هو لاعب كرة قدم أمريكية أمريكي، ولد في 8 ديسمبر 1958 في دولوث في الولايات المتحدة.

## وصلات خارجية
- جورج روجرز على موقع مرجع كرة القدم المحترفة.كوم (الإنجليزية)
- جورج روجرز على موقع قاعة جورجيا للمشاهير الرياضية (مؤرشف) (الإنجليزية)
- جورج روجرز على موقع إن إن دي بي (الإنجليزية)